# 田上健一
田上 健一（たがみ けんいち、1987年12月12日 - ）は、神奈川県横浜市出身の元プロ野球選手（外野手）、野球指導者で、YouTuber。

## 経歴

### プロ入り前
横浜市立都田西小学校3年生の時に野球を始めた。中学はクラブチーム（緑中央シニア）に入団、中学野球で外野手に転向。
横浜市立川和中学校に進学後、シニアの監督からは団体競技だと週末の試合などでバッティングする可能性があるので「学校の部活は運動部なら個人競技の陸上部以外入るんじゃない!」と言われ監督は日ごろの体力向上の為に陸上部に入ると思っていたようだが田上は文化部のパソコン部に入部した。
本人曰く、この時にワープロ検定1級相当の技術を学べたので今の仕事にも役に立っていると語っている。
高校は創価高校に入学し、高校1年の夏の大会からベンチ入りしレギュラーを獲得。
大学は創価大学に進学した。3学年上には徳田正憲（トクサン）がおり、田上が大学1年の時に主将を務めていた。
大学時代には、50m走5秒7、遠投110mという俊足強肩の外野手として活躍。1年生の時からレギュラーを獲得した。3年春の東京新大学リーグでは、打率.364で自身初のベストナインに選出。その一方で、3年秋に調子を落としてからは、対外試合でスタメンから外れるようになった。一時は野球を辞めることも考えたが、4年生になってから復活。春のリーグ戦では、打率.500で首位打者のタイトルを獲得するとともに、2度目のベストナインに選ばれた。さらに、秋のリーグ戦では、最多盗塁を記録した。
2009年の育成ドラフト会議で、阪神タイガースから2巡目で指名。育成選手として入団した。背番号は126。この会議では、大学の2年先輩・髙田周平も、阪神から1巡目で指名。田上と同じく、育成選手として入団している。

### 阪神時代
2010年には、春季キャンプの途中からオープン戦の終盤まで一軍に帯同。ウエスタン・リーグ公式戦では、開幕直後の3試合で、チームトップの打率3割とリーグ最多タイの2盗塁を記録した。3月29日に支配下選手契約へ移行するとともに、背番号を61に変更。7月18日の対東京ヤクルトスワローズ戦（神宮球場）で一軍デビューを果たすと、一軍公式戦2試合に出場したが、初安打を放つまでには至らなかった。その一方で、ウエスタン・リーグ公式戦には、通算で98試合に出場。打率.242ながら、リーグ2位・チームトップの22盗塁を記録している。
2011年には、ウエスタン・リーグ公式戦81試合に出場。打率.245、11盗塁を記録した。10月19日にシーズン初の出場選手登録を果たすと、同日の対横浜ベイスターズ戦（甲子園球場）7回裏に、俊介の代打として出場。一軍初安打を放った。
2012年には、代走や外野の守備固めを中心に、一軍公式戦31試合に出場。打率.308を達成したほか、一軍初打点を記録した。また、ウエスタン・リーグ公式戦には53試合へ出場。打率.208、10盗塁を記録した。
2013年には、一軍公式戦24試合に出場。打席数は8にとどまったが、打率.286、6得点、自己最多の5盗塁を記録した。ウエスタン・リーグ公式戦には47試合へ出場。打率.234、7盗塁という成績を残した。また、シーズン終了後の契約更改の際には、一般女性との結婚を発表している。
2014年には、一軍公式戦で自己最多の51試合に出場。自己最多の15得点を挙げた。ウエスタン・リーグ公式戦では、22試合の出場で、打率.222、2盗塁を記録した。さらに、一軍のレギュラーシーズン2位・クライマックスシリーズ突破によって進出した福岡ソフトバンクホークスとの日本シリーズにも、代走で出場している（詳細後述）。
2015年には、開幕を一軍で迎えたが、打席での死球によって戦線を離脱。結局、一軍公式戦への出場は9試合にとどまった。ウエスタン・リーグ公式戦では、44試合の出場で、打率.257、3盗塁を記録。10月にはフェニックスリーグへ参加していたが、全日程終了直後の同月19日に、球団から戦力外通告を受けた。12月2日付で、NPBから自由契約選手として公示。

### 阪神退団後

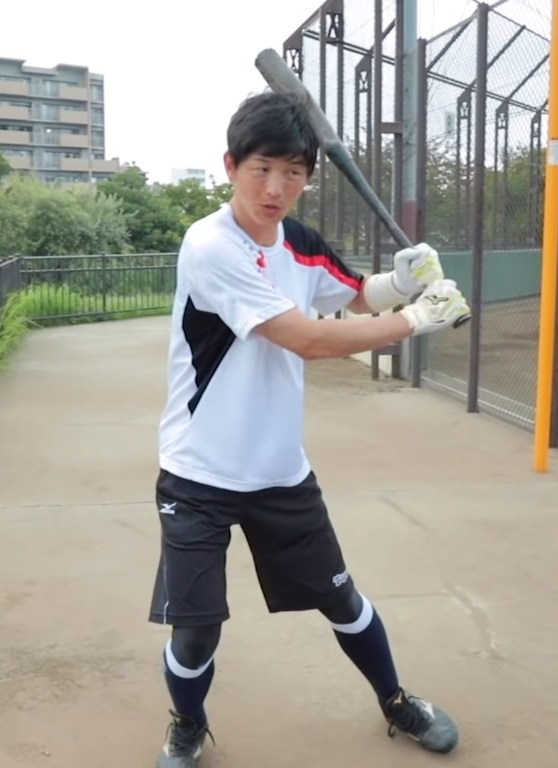
現役引退後（2019年9月）

2015年11月10日に、シートバッティング形式の12球団合同トライアウト（草薙球場）へ参加。7人の投手に対して7打数1安打3三振という結果に終わったが、トライアウト後には、独立リーグの球団やクラブチームから入団を打診された。しかし、本来の希望であるNPB他球団への移籍に至らなかったことから、現役を引退した。なお、引退を機に通信制の星槎大学へ入学。共生科学部でスポーツ身体表現を専攻していた。
2016年1月1日付で、阪神時代の打撃コーチであった高橋光信と共に、オリックス・バファローズに業務委託スタッフとして入団。同年から高橋と共にスコアラーを務めたが、2017年シーズン限りで退団した。
2018年から2020年1月までは、データスタジアム株式会社のベースボール事業部に野球担当のアナリストとして所属。2019年6月には、草野球チームの「天晴」に入団した。
「従来と違ったツールで野球界へ貢献したい」との思いが高じて、2020年2月に株式会社ケイコンテンツへ入社したことを機に、同社がYouTube上で運営している野球関連チャンネル「クニヨシTV」向けの動画制作を開始。プロ野球出身者では珍しく、企画、演出、出演、編集を基本として1人でこなしていることから、プロデューサーやディレクターとしての業務も担っている。また、「天晴」のチームメイトで、創価大野球部時代の先輩でもある徳田正憲（トクサン）が配信するYouTubeチャンネル「トクサンTV」にも従事。同年5月1日から開設されたオンラインサロンの「天晴ベースボール大学」では、講師を務めている。
その一方で、「天晴」でのプレーをきっかけに、現役復帰への意欲が再燃。2020年10月31日には、NPBへの復帰を目標に、12球団合同トライアウトへ5年振りに参加することを「クニヨシTV」で発表した。12月7日に、阪神時代のユニフォーム姿で、実際に明治神宮野球場での合同トライアウトに参加。通算4打席で坂田将人から1四球を選んだものの、残る打席で伊藤準規、渡邉啓太、風張蓮相手にいずれも空振り三振を喫した。
2023年10月22日に自身のYouTubeチャンネル「田上健一TV」を立ち上げる。
2025年1月20日、四国アイランドリーグplusの愛媛マンダリンパイレーツで野手コーチに就任することが発表された。

## プレースタイル・人物
50m走5秒7を記録する俊足の外野手で、守備範囲の広さも持ち味であった。
阪神時代の2013年4月25日には、対中日ドラゴンズ戦（ナゴヤドーム）で、1点ビハインドの9回表1死1・2塁で二塁走者の代走に起用された。次打者の代打・関本賢太郎の左前安打で二塁からの本塁生還を試みたが、スタートが遅れたため、本塁でタッチアウト。阪神はこの試合に敗れたばかりか、田上自身も、翌26日に出場選手登録を抹消された。田上は後に、このプレーを「『足のスペシャリスト（代走要員）』としてプロで生きるための転機」と述懐。同じポジションで活躍する鈴木尚広（読売ジャイアンツ）の著書を読みあさるなど、代走としての研究と経験を重ねた。2015年のシーズン終了後には、鈴木との合同自主トレーニングを計画。しかし、阪神から戦力外通告を受けたため、実現に至らないまま引退した。
2014年の日本シリーズでは、阪神の1勝3敗で迎えた第5戦（10月30日・福岡ヤフオクドーム）の9回表1死1・2塁で、一塁走者マウロ・ゴメスの代走に起用。阪神は、田上を代走に起用した直後に、1点ビハインドながら福留孝介の四球でチャンスを1死満塁にまで拡大した。そこで田上は、次打者・西岡剛が一塁線へのゴロを放つと、二塁から三塁へ進塁（三塁走者・上本博紀は本塁でフォースアウトを宣告）。さらに、併殺を狙った捕手・細川亨から一塁への送球が西岡の背中に当たって逸れたことを見計らって、本塁へ突入した。しかし、西岡が左打席から一塁への走塁中にファウルラインの内側を通った行為を、球審の白井一行が守備妨害（西岡のアウト）と判定。併殺の成立によって田上の本塁生還が認められなかったため、0 - 1というスコアで試合が終了するとともに、阪神の日本シリーズ敗退が決まった。

## 詳細情報

### 年度別打撃成績
| 年 度     | 球 団     | 試 合 | 打 席 | 打 数 | 得 点 | 安 打 | 二 塁 打 | 三 塁 打 | 本 塁 打 | 塁 打 | 打 点 | 盗 塁 | 盗 塁 死 | 犠 打 | 犠 飛 | 四 球 | 敬 遠 | 死 球 | 三 振 | 併 殺 打 | 打 率 | 出 塁 率 | 長 打 率 | O P S |
| --------- | --------- | ----- | ----- | ----- | ----- | ----- | -------- | -------- | -------- | ----- | ----- | ----- | -------- | ----- | ----- | ----- | ----- | ----- | ----- | -------- | ----- | -------- | -------- | ----- |
| 2010      | 阪神      | 2     | 1     | 1     | 0     | 0     | 0        | 0        | 0        | 0     | 0     | 0     | 0        | 0     | 0     | 0     | 0     | 0     | 0     | 0        | .000  | .000     | .000     | .000  |
| 2011      | 阪神      | 6     | 17    | 16    | 2     | 4     | 0        | 0        | 0        | 4     | 0     | 1     | 0        | 0     | 0     | 1     | 0     | 0     | 5     | 0        | .250  | .294     | .250     | .544  |
| 2012      | 阪神      | 31    | 16    | 13    | 8     | 4     | 0        | 0        | 0        | 4     | 1     | 2     | 1        | 2     | 0     | 1     | 0     | 0     | 5     | 0        | .308  | .357     | .308     | .665  |
| 2013      | 阪神      | 24    | 8     | 7     | 6     | 2     | 0        | 0        | 0        | 2     | 0     | 5     | 1        | 0     | 0     | 1     | 0     | 0     | 1     | 0        | .286  | .375     | .286     | .661  |
| 2014      | 阪神      | 51    | 43    | 39    | 15    | 9     | 1        | 0        | 0        | 10    | 2     | 3     | 0        | 1     | 0     | 3     | 0     | 0     | 7     | 1        | .231  | .286     | .256     | .542  |
| 2015      | 阪神      | 9     | 1     | 1     | 3     | 0     | 0        | 0        | 0        | 0     | 0     | 0     | 0        | 0     | 0     | 0     | 0     | 0     | 0     | 0        | .000  | .000     | .000     | .000  |
| 通算：6年 | 通算：6年 | 123   | 86    | 77    | 34    | 19    | 1        | 0        | 0        | 20    | 3     | 11    | 2        | 3     | 0     | 6     | 0     | 0     | 18    | 1        | .247  | .301     | .260     | .561  |

### 年度別守備成績
| 年 度 | 球 団 | 外野  | 外野  | 外野  | 外野  | 外野  | 外野     |
| 年 度 | 球 団 | 試 合 | 刺 殺 | 補 殺 | 失 策 | 併 殺 | 守 備 率 |
| ----- | ----- | ----- | ----- | ----- | ----- | ----- | -------- |
| 2010  | 阪神  | 1     | 0     | 0     | 0     | 0     | ----     |
| 2011  | 阪神  | 6     | 5     | 0     | 0     | 0     | 1.000    |
| 2012  | 阪神  | 16    | 11    | 0     | 1     | 0     | .917     |
| 2013  | 阪神  | 12    | 3     | 0     | 0     | 0     | 1.000    |
| 2014  | 阪神  | 28    | 17    | 0     | 1     | 0     | .944     |
| 2015  | 阪神  | 4     | 2     | 0     | 0     | 0     | 1.000    |
| 通算  | 通算  | 67    | 38    | 0     | 2     | 0     | .950     |

### 記録
- 初出場：2010年7月18日、対東京ヤクルトスワローズ14回戦（明治神宮野球場）、9回裏に右翼手で出場
- 初打席：2010年7月28日、対横浜ベイスターズ12回戦（阪神甲子園球場）、8回裏に小杉陽太から二塁ゴロ
- 初安打：2011年10月19日、対横浜ベイスターズ22回戦（阪神甲子園球場）、7回裏に俊介の代打で出場、江尻慎太郎から左前安打
- 初先発出場：2011年10月20日、対横浜ベイスターズ23回戦（阪神甲子園球場）、8番・左翼手で先発出場
- 初盗塁：同上、8回表に二盗（投手：永川勝浩、捕手：會澤翼）
- 初打点：2012年6月6日、対東北楽天ゴールデンイーグルス4回戦（日本製紙クリネックススタジアム宮城）、9回表に田中将大から中前適時打

### 背番号
- 126 （2010年 - 同年3月28日）
- 61 （2010年3月29日 - 2015年）

### 登場曲
- 「ロッキーのテーマ」Bill Conti（2010年）
- 「Street Dreams」ZEEBRA（2011年）
- 「何かひとつ feat. JAY'ED ＆ 若旦那」JAMOSA（2012年）
- 「Happiness」嵐（2013年 - 2015年）